# Hexisopus crassus
Espèce
Hexisopus crassus est une espèce de solifuges de la famille des Hexisopodidae.

## Distribution
Cette espèce est endémique d'Afrique du Sud. Elle se rencontre vers Worcester.

## Description
La femelle holotype mesure 25 mm.

## Publication originale
- Purcell, 1899 : New and little known South African Solifugae in the collection of the South African Museum. Annals of the South African Museum, vol. 1, p. 381-432 (texte intégral).